# Chrístos Doúmas
Chrístos Doúmas (en grec moderne : Χρίστος Ντούμας), né à Patras en 1933, est un professeur d'archéologie à l'Université d'Athènes.

## Biographie
De 1960 jusqu'en 1980, il travaille au Service archéologique grec en tant que conservateur des antiquités de l'Attique. Il a mené des fouilles et organisé des expositions de nombreux musées dans différentes régions de la Grèce. Chrístos Doúmas a également servi en tant que conservateur des collections préhistoriques du Musée national archéologique d'Athènes. En outre, il est devenu le directeur des Antiquités et le Directeur de la Conservation du ministère grec de la Culture. Depuis 1975, Doúmas est le directeur des fouilles à Akrotiri sur l'île de Théra (Santorin), en tant que successeur de Spyrídon Marinátos. Il a publié plusieurs livres et articles savants sur l'archéologie en mer Égée et en particulier sur les cultures des îles de l'Égée.

## Sources
- (en) Cet article est partiellement ou en totalité issu de l’article de Wikipédia en anglais intitulé « Christos G. Doumas » (voir la liste des auteurs).